# Distrito electoral federal 2 de San Luis Potosí
El II Distrito Electoral Federal de San Luis Potosí es uno de los 300 Distritos Electorales en los que se encuentra dividido el territorio de México para la elección de diputados federales y uno de los 7 en los que se divide el estado de San Luis Potosí. Su cabecera es la ciudad de Soledad de Graciano Sánchez.
El territorio del II Distrito se localiza en la zona sur del estado de San Luis Potosí y se encuentra integrado por los municipios de Cerro de San Pedro, Santa María del Río, Soledad de Graciano Sánchez, Tierra Nueva, Villa de Arriaga, Villa de Reyes y Zaragoza.

## Distritaciones anteriores

### Distritación 1996 - 2005
Entre 1996 y 2005 el territorio del Distrito II se localizaba en la misma zona y era muy similar al actual, siendo formado por los mismos municipios, pero adicionando tres más: Ahualulco, Mexquitic de Carmona y Villa Hidalgo; siendo su cabecera la misma ciudad de Soledad de Graciano Sánchez.

## Diputados por el distrito
- L Legislatura
  - (1976 - 1979): José Guadalupe Vega Macías (PRI)
- LI Legislatura
  - (1979 - 1982): Antonio Sandoval González (PRI)
- LII Legislatura
  - (1982 - 1985): José Guadalupe Vega Macías (PRI)
- LIII Legislatura
  - (1985 - 1988):
- LIV Legislatura
  - (1988 - 1991): José Guadalupe Vega Macías (PRI)
- LV Legislatura
  - (1991 - 1994): Felipe Rodríguez Grimaldo (PRI)
- LVI Legislatura
  - (1994 - 1997): Alejandro Zapata Perogordo (PAN)
  - (1997): María Elena Yrizar Arias
- LVII Legislatura
  - (1997 - 2000): Álvaro Elías Loredo (PAN)
- LVIII Legislatura
  - (2000 - 2003): Adrián Salvador Galarza González (PAN)
- LIX Legislatura
  - (2003 - 2006): Álvaro Elías Loredo (PAN)
- LX Legislatura
  - (2006 - 2009): Agustín Leura González (PAN)
- LXI Legislatura
  - (2009 - 2012): Wendy Guadalupe Rodríguez Galarza (PAN)
- LXII Legislatura
  - (2012 - 2015): Esther Angélica Martínez Cárdenas (PRI)
- LXIII Legislatura
  - (2015 - 2018): Érika Irazema Briones Pérez
  - (2018): Bernardino Antelo Esper
- LXIV Legislatura
  - (2018 - 2020): Ricardo Gallardo Cardona
  - (2020 - 2021): Raúl Iván López Guzmán
- LXV Legislatura
  - (2021 - 2024): Juan Manuel Navarro Muñíz
  - (2024): Eugenio Medina Santos
- LXVI Legislatura
  - (2024 - 2027): José Luis Fernández Martínez

## Elecciones de 2009
|  | Partido Acción Nacional                        |  | Wendy Guadalupe Rodríguez Galarza |
|  | Partido Revolucionario Institucional           |  | Elpidio Salinas Galarza           |
|  | Partido de la Revolución Democrática           |  | Alberto Ruiz de la Peña Zavaleta  |
|  | Coalición Salvemos a México (PT, Convergencia) |  | Juana Rodríguez González          |
|  | Partido Verde Ecologista de México             |  | Angelina Castillo Sánchez         |
|  | Partido Nueva Alianza                          |  | Alma Rosa Sánchez Dimas           |
|  | Partido Socialdemócrata                        |  | Armando Trejo Zavala              |